# Палленберг, Йозеф
Йозеф Франц Палленберг (нем. Josef Franz Pallenberg; 6 августа 1882, Кёльн, Германия — 26 июня 1946, Дюссельдорф, Германия) — немецкий скульптор-анималист. 

## Биография
Йозеф Палленберг родился в Кёльне 6 августа 1882 года. Окончил Дюссельдорфскую академию художеств, где сначала учился у художников Вилли Шпаца и Эрнста Рюбера, а впоследствии у скульптора Карла Янссена. Первая выставка Палленберга состоялась в 1902 году в музее Кунстпаласт в Дюссельдорфе. В 1904 году скульптор выставил 16 анималистических скульптур на Большой берлинской художественной выставке (Große Berliner Kunstausstellung), а в 1907 году на той же выставке получил золотую медаль за работу «Летящие орлы» и золотую медаль на Национальной художественной выставке за работу «Ревущий олень» — последняя находится в Берлинском зоопарке и дюссельдорфском парке Хофгартен. 
С 1907 года работал в зоопарке Берлина, создал главный вход и парк динозавров в натуральную величину (около 50 скульптур) для зоопарка Хагенбека в Гамбурге. Является автором надгробия со львом основателю гамбургского зоопарка Карлу Хагенбеку.  
В 1912 году Йозеф Палленберг основал свой частный зоопарк в Дюссельдорфе. Впоследствии совершил поездки по США, где работал в зоопарках Цинциннати и Детройта. 
Во время Второй мировой войны мастерская Палленберга в Дюссельдорфе сильно пострадала от бомб. Существенная часть его работ была утрачена. 
Йозеф Палленберг умер 26 июня 1946 года в Дюссельдорфе. Похоронен на кладбище Лохаузен вместе с женой под камнем с бронзовым орлом.
Работы Йозефа Палленберга находятся в коллекциях музеев естествознания дворца Бенрат, музее Леббеке, парке Хофргартен в Дюссельдорфе, Берлинском зоопарке, зоопарке Хагенбека в Гамбурге, зоопарке Роттердама в Нидерландах, а также установлены в виде двух бронзовых монументов-оленей в России на Рублёвке в посёлке Сосны (Московская область).

## Творчество
Большинство как ранних, так и зрелых скульптур Йозефа Палленберга выполнены в реалистичном стиле, однако поздний этап его творчества тяготел к импрессионизму. Наследие Йозефа Палленберга состоит из более 500 скульптур, около 1300 рисунков и эскизов, а также из многочисленных заготовок скульптур животных, черепов, скелетов и натуральных слепков, которые он собирал, создавал и воспроизводил, в том числе, благодаря тесному контакту с животными в собственном зоопарке. По этой же причине Палленберг являлся не только талантливым скульптором-анималистом, но и высокопрофессиональным зоологом, который творя свои произведения, проводил анатомические, морфометрические исследования и поведенческие наблюдения за животными. Установление датировки работ Палленберга представляет сложности для искусствоведов, поскольку скульптор практически никогда не датировал свои работы.

## Награды
- Золотая медаль Большой берлинской художественной выставки (1907)
- Золотая медаль Национальной художественной выставки (1907)

## Галерея
- Йозеф Палленберг. Памятник погибшим в Первой и Второй мировой войнах
- Йозеф Палленберг. Центральный вход, Зоопарк Хагенбека
- Йозеф Палленберг. Скульптура динозавра в воде
- Йозеф Палленберг. Скульптура динозавра в гамбургском зоопарке
- Йозеф Палленберг. Динозавры, Зоопарк Хагенбека
- Йозеф Палленберг. Трапезничающий динозавр, Зоопарк Хагенбека
- Йозеф Палленберг. Пингвин, Зоопарк Бляйдорп, Роттердам
- Йозеф Палленберг. Скульптура льва на гробнице Карла Хагенбека
- Йозеф Палленберг. Скульптура динозавра в гамбургском зоопарке
- Йозеф Палленберг. Скульптура динозавра в гамбургском зоопарке
- Йозеф Палленберг Скульптура королевского оленя (левая) в санатории Сосны на Рублевке
- Йозеф Палленберг Скульптура королевского оленя (правая) в санатории Сосны на Рублевке